# Ōkawa
Ōkawa è una città giapponese della prefettura di Fukuoka.

## Geografia fisica
Il conglomerato urbano, bagnato dal fiume Chikugo, risulta vicino alla foce fluviale, ed allo stesso Mar Ariake, mare interno all'isola di Kyūshū.

## Storia
A partire dal periodo Edo, grazie alla posizione geografica privilegiata, la città assume sempre più rilevanza sia come porto di pesca, sia come fulcro dei mercati e traffici di prodotti agricoli e legname, materiale fondamentale per le costruzioni, e la cantieristica navale.
La ricchezza d'acque del fiume Chikugo, utilizzate per il trasporto del legname proveniente dalle vicine montagne, spinge numerosi falegnami a stabilire in questo luogo la propria residenza. Tra la popolazione artigiana spicca un certo Enokizu, che, a metà del XVI secolo, grazie all'intuizione di applicare le tecniche di costruzione navale anche alla produzione di mobili, si fa inconsapevole promotore di una trasformazione industriale che coinvolge la città sino a tutto il XX secolo.
Nel 1955, l'ideazione di un particolare mobile Tansu senza maniglie fa vincere al designer Makoto Kouti un prestigioso premio in una mostra fieristico-industriale di Osaka. Questo mobile riscuote così tanto successo, da essere ancor oggi ricordato come mobile in stile Ōkawa senza maniglie.
Lo sviluppo industriale della città inizia un lento, ed apparentemente inesorabile declino, verso la fine del XX secolo, quando il fenomeno della delocalizzazione toglie linfa vitale al tessuto sociale e lavorativo del luogo. 
La città, pur non esente dalla crisi economica globale, cerca di mantenere la tradizione della lavorazione dei mobili grazie al lavoro di artigiani che provano nuove formule e nuove nicchie di mercato in cui inserirsi. 
Il 20 marzo 2005 l'area cittadina risulta colpita dal terremoto di Fukuoka (6.6 gradi della scala di magnitudo del momento sismico), e, nell'aprile 2016, un forte sciame sismico colpisce la prefettura di Kumamoto. 

## Monumenti e luoghi d'interesse

### Architetture religiose
Tempio shintoista Furogu, principale santuario dell'abitato, costruito nel tardo periodo Muromachi (1560) in stile Sangensha, in corteccia di cipresso. Il 27 maggio 1907 viene designato importante bene di interesse storico-culturale.

### Architetture civili
Ex residenza della famiglia Yoshihara, una delle abitazioni storiche di maggior pregio di tutta la regione di Kyūshū. La casa conserva, su di una trave posta sopra il tradizionale ingresso giapponese, un'iscrizione in inchiostro scuro risalente all'ottavo anno del periodo Bunsei (1825).

### Altro
- Ponte levatoio sul fiume Chikugo;
- Nave lignea trasportabile del tempio sacro Hiyoshi.

### Aree naturali
- Area naturale di protezione dell'Habitat della gazza eurasiatica (Pica pica);
- Albero monumentale della specie Cinnamomum camphora.

## Cultura

### Museo Etnografico sulla Lavorazione del Legno di Okawa
Museo locale, dove vengono illustrate le locali tecniche della lavorazione del legno, antiche di almeno 460 anni. Sculture lignee di artisti famosi ed un'ampia sezione sul kumiko rendono stimolante il percorso di visita.

### Museo storico Koga Masao
Struttura culturale, aperta nel 1982, ed interamente dedicata alla figura di Koga Masao, compositore e chitarrista giapponese del XX secolo, rinomato per avere creato il filone musicale denominato enka, e da lui stesso ritenuto parte integrante del genere ryūkōka.

### Museo Okawa Shiritsu Seiriki
Il museo, ospitato in un edificio in stile occidentale del periodo Meiji, ed aperto al pubblico dal 2001, espone diverse opere d'arte, tra le quali si ricordano quelle di Kanji Mizoe di Okawa, e dei pittori feudali di Kurume.

## Amministrazione

### Gemellaggi
- Pordenone